# Cascata de Pitões das Júnias
A Cascata de Pitões das Júnias é uma queda de água (cascata) localizada quase no fim da aldeia e freguesia de Pitões das Júnias, concelho de Montalegre, Distrito de Vila Real, em Portugal.
As águas desta cascata são provenientes das águas do ribeiro de Pitões que devido aos desníveis do terreno se desenvolve por vários patamares, sendo que o primeiro tem cerca de 30 metros de altura e desagua num lago delimitado por afloramentos graníticos. Esta cascata é uma das muitas cascatas da região do Barroso e vai animar vários rios que nascem na Serra do Gerês.
Nas proximidades desta cascata existe uma ponte de madeira e também um carvalho centenário, que ao longo dos séculos tem sido alvo de várias lendas locais, como a de um duende aí viver.